# Lorentzen
Lorentzen (deutsch Lorenzen) ist eine französische Gemeinde mit 235 Einwohnern (Stand 1. Januar 2021) im Département Bas-Rhin in der Region Grand Est (bis 2015 Elsass).

## Lage
Lorentzen liegt im Krummen Elsass an der Eichel sieben Kilometer von Sarre-Union entfernt und gehört zum Kanton Ingwiller.
Die Nachbargemeinden im Kanton Ingwiller sind Dehlingen im Norden, Butten im Nordosten, Domfessel im Westen und Vœllerdingen im Nordwesten. Im Südosten grenzt Lorentzen an Diemeringen, im Süden an Mackwiller.

## Geschichte
Im 14. Jahrhundert ließen die Grafen von Saarwerden die Wasserburg erbauen. Zu dieser Zeit war Lorenzen ein Lehen von Kur-Trier. Nachdem Lorenzen 1745 an Nassau-Saarbrücken gefallen war, diente das Schloss bis 1793 als Witwensitz der Gräfinnen von Nassau-Saarbrücken. Von 1871 bis zum Ende des Ersten Weltkrieges gehörte Lorenzen als Teil des Reichslandes Elsaß-Lothringen zum Deutschen Reich und war dem Kreis Zabern im Bezirk Unterelsaß zugeordnet.
Vor 1793 gehörte die Gemeinde zur Grafschaft Saarwerden und wurde später elsässisch.
Die Geschichte von Lorentzen ist eng mit der Geschichte der Burg verknüpft. Anfang des 14. Jahrhunderts wurde diese als Wasserburg von Graf Friedrich II. von Saarwerden errichtet und aus wirtschaftlichen Gründen teilweise als Bürgschaft an den Erzbischof von Trier gegeben. 1527 geht sie durch die Heirat zwischen Katharina von Saarwerden und Johan Ludwig von Nassau Saarbrücken an das Haus Nassau-Saarbrücken über. Nach finanziellen Schwierigkeiten wurde es über 100 Jahre lang an die Familie Steyss von Gornetz verpachtet. Ende des 18. Jahrhunderts wird es von der Familie von Nassau-Saarbrücken übernommen, die es bis zur Revolution zum Witwen-Schloss („château douairière“) macht. Im Jahr 1793 wurde es als Nationalgut verkauft und in einen landwirtschaftlichen Betrieb umgewandelt. Heute gehört es acht verschiedenen Besitzern, die sich neun Teile des Schlosses teilen. Im Jahr 2008 wurde ein Teil der kastralen Anlage von einem C.I.N.E. (Centre d'initiative à la nature et à l'environnement) genutzt. Die Zehntscheune aus dem 16. Jahrhundert beherbergt den pädagogischen Teil, die ehemalige Mühle aus dem 16. die Unterkunft. In der ehemaligen Brauerei Lorentzator aus dem 19. Jahrhundert, die sich in der Nähe des Schlosses befindet, wurde eine Mikrobrauerei eröffnet.
Die alte Ortschaft Meditheldingen lag auf dem Gemeindebann und verschwand nach 1350. Außerdem verschwand die Ortschaft Wersingen nach dem 15. Jahrhundert, ihre Kapelle existierte noch 1542.
Der Ortsname leitet sich von Laurentius von Rom ab, dessen Attribut, der Rost, sich auf dem Gemeindewappen findet.
|  |  |

### Bevölkerungsentwicklung
| Jahr      | 1910 | 1962 | 1968 | 1975 | 1982 | 1990 | 1999 | 2007 | 2017 | 2019 |
| Einwohner | 451  | 315  | 334  | 278  | 290  | 281  | 265  | 207  | 241  | 246  |